# Exoncotis umbraticella
Exoncotis umbraticella är en fjärilsart som beskrevs av August Busck 1914. Exoncotis umbraticella ingår i släktet Exoncotis och familjen Acrolophidae. Inga underarter finns listade i Catalogue of Life.